# Zied Touati
Zied Touati (arabe : زياد التواتي), né le 24 janvier 1972, est un acteur tunisien.
Diplômé d'une maîtrise en gestion de la faculté des sciences économiques et de gestion de Tunis (ar), Zied Touati est également diplômé d'un certificat en scénarisation cinématographique de l'Université du Québec à Montréal.

## Filmographie

### Cinéma

#### Longs métrages
- 2000 : The Three Kings de Shawn Mosley
- 2014 : L'Affaire Baraket Essahel de Ghassan Amami
- 2014 : Le Club des cinq (de) de Mike Marzuk (de)
- 2015 : Dicta Shot de Mokhtar Ladjimi[1]
- 2015 : Narcisse de Sonia Chamkhi
- 2016 : Parfum de printemps de Férid Boughedir[2]

#### Courts métrages
- 2004 : Sésame ouvre-toi d'Elyes Zrelli
- 2011 : Sauve qui peut (Houroub) de Fathi Doghri[3]

### Télévision

#### Séries
- 2012 : Omar de Hatem Ali sur MBC 1 et Qatar Television : Wahchi
- 2015 : Ambulance de Lasaad Oueslati sur Attessia TV : Slim
- 2016 :
  - Ibn Hanbal d'Abdul-Bari Abulkhir sur Qatar Television : Taleb Sarraj
  - El Akaber de Madih Belaïd sur Hannibal TV : Ali
  - Le Président de Jamil Najjar sur Attessia TV
  - Bolice 2.0 de Majdi Smiri sur Attessia TV
- 2017 :
  - District 31 de Simon Barrette sur Radio-Canada
  - Mémoires vives de Jean Bourbonais sur Radio-Canada
  - Ruptures de François Bouvier sur Radio-Canada
  - Au secours de Béatrice d'Alexis Durand-Breault sur TVA
  - L'Échappée de Miryam Bouchard et François Bégin sur TVA
- 2018-2019 : Ali Chouerreb de Yosri Bouassida et Riadh Nefoussi sur Attessia TV : Khalifa
- 2019 : Kingdoms of Fire de Peter Webber sur MBC 1 : Chad Bey

#### Téléfilms
- 2000 : Maria, figlia del suo figlio de Fabrizio Costa
- 2002 : Divorce caprice (Talak Incha) de Moncef Dhouib
- 2015 : Anna e Yusuf de Cinzia TH Torrini : Habib

## Théâtre
- 1998 : Othello de William Shakespeare, mise en scène de Taoufik Jebali
- 2001 : Le Fou de Gibran Khalil Gibran, mise en scène de Taoufik Jebali
- 2003 : À mi-chemin de Zied Touati, d'après Saison de la migration vers le nord de Tayeb Salih
- 2012 : Soirée crépusculaire de Larissa Corriveau
- 2014 : Corps à corps de Zina Alhalak et Zied Touati, d’après Die Zimmerschlacht de Martin Walser
- 2017 : The Raft, co-production du MT Space et du théâtre El Hamra